# 小行星26557
小行星26557（26557 Aakritijain）是一颗绕太阳运转的小行星，为主小行星带小行星。该小行星于2000年2月20日发现。

## 轨道参数
小行星26557的轨道半长轴为408 477 818 km，2.7304667 UA，离心率为0.1061991。